# Pseudaristeus protensus
Pseudaristeus protensus is een tienpotigensoort uit de familie van de Aristeidae. De wetenschappelijke naam van de soort is voor het eerst geldig gepubliceerd in 1987 door Pérez Farfante.